# 헬렌 소여 호그

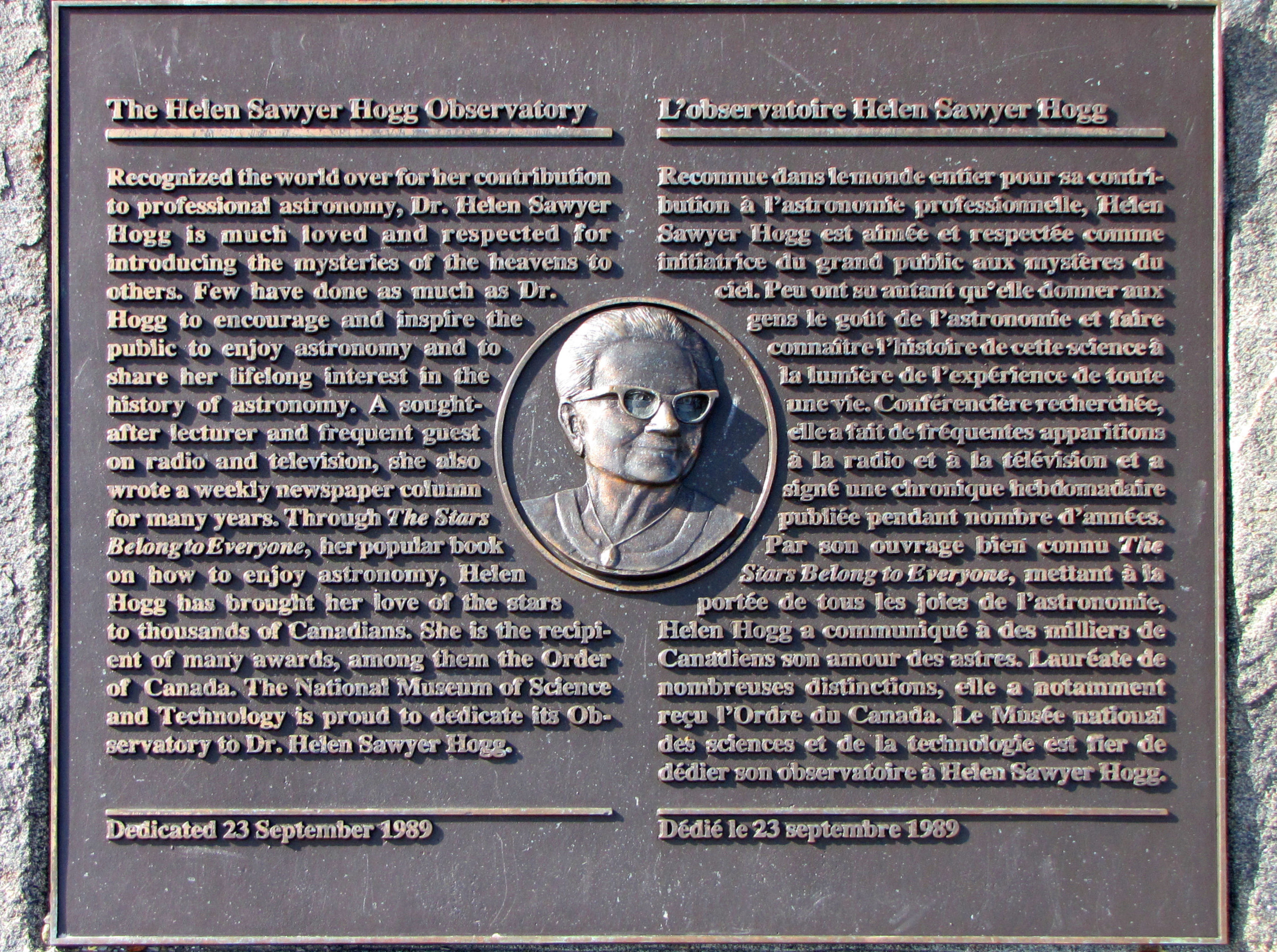
캐나다 과학기술 박물관의 명판

헬렌 배틀스 소여 호그(Helen Battles Sawyer Hogg, 1905년 8월 1일 ~ 1993년 1월 28일)는 미국과 캐나다의 천문학자로, 구상성단 및 변광성 연구의 선구자적 존재이다. 또한 그녀는 천문학회의 장의 지위에 오른 최초의 여성 천문학자이며, 대다수 대학들이 여성에게 과학 학위를 수여하지 않던 구시대적 상황에서 두각을 드러낸 여성 과학자였다.